# Světlá (Kalte Moldau)

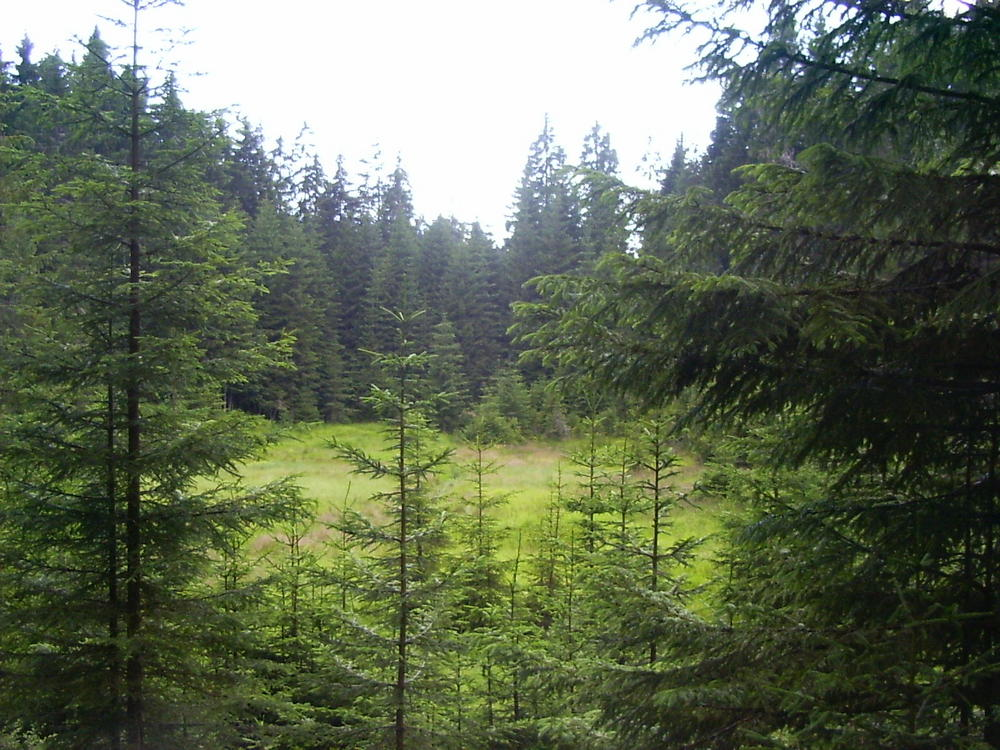
Ehemalige Rosenauerklause

Die Světlá (deutsch Lichtwasser) ist ein rechter Zufluss der Kalten Moldau/Studená Vltava in Tschechien.

## Verlauf
Die Světlá entspringt am Nordhang der Dreiecksmark/Trojmezí (1321 m n.m.) am Bayerischen Plöckenstein/Trojmezná hora (1361 m n.m.) auf dem Kamm des Böhmerwaldes. An seinem Oberlauf fließt der Bach mit starkem Gefälle durch das Naturdenkmal Trojmezná hora von dem Sattel nach Nordwesten.
Sein mittlerer Lauf führt nahe der bayerischen Grenze östlich am Dreisesselberges/Třístoličník (1333 m) und westlich an den Forstjanowskybergen (988 m n.m.) vorbei.
Am südöstlichen Fuße des Spitzenberg/Špičák (1021 m) wurde am Rosenauerstein der Neue Schwarzenbergsche Schwemmkanal nach Jelení abgeleitet. Danach fließt die Světlá östlich des Spitzenberg/Špičák und der Kamenná (Steinkopf, 978 m n.m.) bzw. westlich der Václavova hora (Forstwenzelberg, 1030 m n.m.) und des Großen Eselwaldes (963 m n.m.) durch die Wälder des Böhmerwaldes. An seinem Unterlauf wird der Bach von der Bahnstrecke Číčenice–Haidmühle überbrückt. Nach 11,5 Kilometern mündet die Světlá unterhalb von Nové Údolí am Fuße der Lorenzer Berge in die Kalte Moldau.
Der gesamte Lauf des Baches führt durch Wälder im Nationalpark Šumava.

## Zuflüsse
- Rosenauerův potok (Rosenauerbach) (l) am Rosenauerstein (Rosenauerův pomník) aus der ehemaligen Rosenauerklause (Rosenauerova nádrž)
- Stocký potok (Igelbach) (r)
- Denkhüttenbach (r)
- Oslinec (Eselwaldbach) (r)

## Abflüsse
- Schwarzenbergscher Schwemmkanal (Neuer Kanal) (r), am Rosenauerstein